# Gustav Eduard Dellschau
Gustav Eduard Dellschau (* 10. November 1798 in Berlin; † 21. September 1863 in Berlin) war ein deutscher Unternehmer.

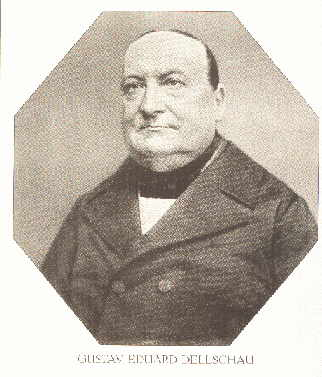
Gustav Eduard Dellschau

## Leben
Seine Eltern waren der Schulleiter Johann Christian Dellschau und Maria Lierin.
Im Jahr 1821 gründete er am Schöneberger Ufer in Berlin die Gesellschaft G. E. Dellschau GmbH, ein Stahl-Kontor in der Prenzlauer Str. 25–27. Seinerzeit war Eisen als Baustoff noch unbekannt. Als der Einsatz von Eisen im Bauwesen begann, kamen hauptsächlich ausgediente Eisenbahnschienen zur Anwendung. So gründete Dellschau die Tochterfirma Dellschau Stahlbau GmbH. Anfangs dominierte der Handel mit Stahlblech, später entwickelte sich das Unternehmen zur Eisen- und Trägerhandlung, Brückenbau-Anstalt und Werkstätten für Eisenbau.
Seine letzte Ruhestätte fand Dellschau auf dem Friedhof I der Georgen-Parochialgemeinde.